# Grandaite
La grandaite (simbolo IMA: Grd) è un minerale molto raro del supergruppo della brackebuschite; appartiene alla famiglia dei "fosfati, arseniati e vanadati" e possiede formula chimica Sr2Al(AsO4)2(OH).
La grandaite è l'analogo dell'alluminio dell'aldomarinoite e l'analogo dell'arseniato della goedkenite.

## Etimologia e storia
La provincia piemontese di Cuneo è conosciuta con il soprannome di "Provincia Granda" o, più semplicemente, "la Granda". la grandaite prende il nome da questa denominazione informale della provincia in cui si trova la sua località tipo.

## Classificazione
Essendo stata approvata dall'Associazione Mineralogica Internazionale (IMA) nel 2013, la grandaite non è elencata nella classica nona edizione della sistematica dei minerali di Strunz, aggiornata dall'IMA fino al 2009.
Il minerale è presente nell'edizione successiva, proseguita dal database "mindat.org", nella quale è elencato nella classe 8. Fosfati, arseniati e vanadati", dove però è in attesa dell'assegnazione di una sottoclasse e di un sistema.
Nella Sistematica dei lapis (Lapis-Systematik) di Stefan Weiß la grandaite si trova nella classe dei "fosfati, arseniati e vanadati" e nella sottoclasse dei "fosfati anidri, con anioni estranei F,Cl,O,OH"; qui è nella sezione dei "cationi medi e grandi: Mg-Cu-Zn e Ca-Na-K-Ba-Pb; gruppo della brackebuschite" dove forma il sistema nº VII/B.24 insieme ad arsenbrackebuschite, arsentsumebite, bearthite, brackebuschite, bushmakinite, calderónite, canosioite, feinglosite, ferribushmakinite, gamagarite, goedkenite, jamesite, lulzacite, tokyoite e tsumebite.

## Abito cristallino
La grandaite cristallizza nel sistema monoclino nel gruppo spaziale P21/m (gruppo nº 11) con le costanti di reticolo a = 7,5764(5) Å, b = 5,9507(4) Å, c = 8,8050(6) Å e β = 112,551(2)°, oltre ad avere 2 unità di formula per cella unitaria.

## Origine e giacitura
La grandaite è stata rinvenuta in un piccolo giacimento di ferro-manganese-arsenico in quarziti metamorfosate con facies a scisti. La paragenesi è con adelite, barite, braunite, egirina, ematite, quarzo e tilasite.
La grandaite è molto rara ed è stata trovata solo nella sua località tipo, la miniera "La Valletta" (44.39528°N 7.09167°E) nei pressi di Canosio (Piemonte) e nella miniera di "Cassagna" a Ne (Liguria), entrambi in Italia.

## Forma in cui si presenta in natura
La grandaite si presenta in compresse lamellari e tipicamente come sottili masse a ventaglio di dimensioni fino a circa 1 cm. Il minerale è traslucido con lucentezza da vitrea a grassa; il colore è arancione brillante, salmone o marrone, mentre quello del suo striscio è sempre marrone rossastro.